# Замбијска квача
Замбијска квача је званична валута у Замбији. Скраћеница тј. симбол за квачу је ZK а међународни код ZMK. Бир издаје Банка Замбије. У 2009. години инфлација је износила 13,5%. Једна квача састоји се од 100 енгвија.
Уведена је 1968. као замена за замбијску фунту у односу 2 кваче за једну фунту.
Постоје новчанице у износима 20, 50, 100, 500, 1.000, 5.000, 10.000, 20.000, 50.000 квачи.